# Atkinson and Gilmanton Academy Grant
Atkinson and Gilmanton Academy es una subdivisión territorial (en inglés, grant) del condado de Coös, Nuevo Hampshire, Estados Unidos. Según la estimación de la Oficina del Censo correspondiente a mediados de 2023, la zona está despoblada.
En el estado de New Hampshire, las locations, los grants, los townships (que son diferentes a los municipios, llamados towns) y los purchases son subdivisiones territoriales de un condado que no forman parte de ningún municipio y carecen de toda forma de autogobierno.

## Geografía
La subdivisión está ubicada en las coordenadas 44°59′45″N 71°07′20″O / 44.99583, -71.12222 (44.995891, -71.122281). Según la Oficina del Censo, tiene una superficie total de 50.0 km², de los cuales 49.7 km² corresponden a tierra firme y 0.3 km² están cubiertos de agua.